# Rock the House! Live
Rock the House! Live es el segundo álbum en vivo de la banda estadounidense Heart. El primer disco en directo de la banda fue Greatest Hits/Live, grabado en 1980.

## Liste de canciones
1. "Wild Child"
2. "Fallen from Grace"
3. "Call of the Wild"
4. "How Can I Refuse"
5. "Shell Shock"
6. "Love Alive"
7. "Under the Sky"
8. "The Night"
9. "Tall, Dark, Handsome Stranger"
10. "If Looks Could Kill"
11. "Who Will You Run To"
12. "You're The Voice"
13. "The Way Back Machine"
14. "Barracuda"

## Personal
- Ann Wilson – voz, flauta
- Nancy Wilson – guitarras, voz
- Howard Leese – guitarra
- Mark Andes – bajo, guitarras
- Denny Carmassi – batería